# Stanlow
Stanlow är en ort i distriktet Cheshire West and Chester, i grevskapet Cheshire, i England. Stanlow var en civil parish 1858–1911 när blev den en del av Great Stanney. Civil parish hade 23 invånare år 1901.